# Лалибела
Након града Аксума, Лалибела је у модерној Етиопији најсветији град и центар ходочашћа за многе земље. Становници Лалибеле су скоро 100% православни хришћани.  Овај град је широм света познат по својим монолитним црквама које су направљене током владавине св. Лалибеле (крајем дванаестог века). Насупрот лажних митова, цркве у Лалибели нису прављене уз помоћ Темплара и представљају споменике средњовековне етиопске цивилизације. Током владавине Св. Лалибеле град је био познат као Роха. „Лалибела“ значи „пчеле које признају његов суверенитет." Краљ је име добио по роју пчела које су га окружиле након рођења, што је протумачено као знак да му је будућност да влада Етиопијом.
Етиопија је била једна од најранијих нација која је прихватила хришћанство у првој половини 4. века, а њени историјски корени датирају из времена апостола. Саме цркве потичу из 7. до 13. века и традиционално се датују у време владавине краља Загва (Агав) Гебра Мескела Лалибеле (владао око 1181–1221).
Распоред и називи главних зграда у Лалибели су широко прихваћени, посебно од стране локалног свештенства, као симболичан приказ Јерусалима. Ово је навело неке стручњаке да датирају садашњу изградњу цркве у године након што је муслимански вођа Саладин заузео Јерусалим 1187. године. Лалибела се налази на отприлике 2.500 m (8.200 ft) надморске висине. То је главни град Ласте, која је раније била део округа Бугна. Цркве исклесане у камену су проглашене за светску баштину 1978. године.

## Историја
Етиопија је била једна од првих земаља која је прихватила хришћанство у првој половини 4. века, а његови историјски корени потичу још из времена апостола. Сама цркве потичу из 7. до 13. века и традиционално датирају према владавини краља Загвеи Загве Гебре Мескел Лалибеле (око 1181-1221).
Локација и имена главних зграда у Лалибели опште су препозната, нарочито од стране локалног клера, као симболични приказ Јерусалима. Као резултат тога, неки стручњаци датирају тренутне црквене обрасце годинама након заузимања Јерусалима 1187. године од стране муслиманског вође Саладина.
Град се налази у области Симен-Вало у области Амхара, или кобилици на надморској висини од 2500 метара. Град је средиште провинције Ласт, а још раније је био део провинције Бугна. Камене цркве су 1978. проглашене светском баштином.
За време владавине светог Гебре Мескел Лалибеле (који је припадао династији Загве, која је владала Етиопијом у касном 12. веку - почетком 13. века), тренутни град Лалибела био је познат по имену Роха. Праведни краљ је добио име по пчелињем роју, који га је, према легенди, окружио при рођењу. Његова мајка сматрала је то знаком да ће постати краљ Етиопије. Кажу да имена неких места у модерном граду и општи изглед цркава исклесаних у чврстом камену понављају имена и изглед грађевина које је Лалибела видео током свог боравка у Јерусалиму и у Светој земљи у младости.
Кажу да је Лалибела, када је видео Јерусалим, покушао да изгради нови Јерусалим као своју престоницу, као одговор на заузимање старог Јерусалима од стране муслимана 1187. године. Зато многи предмети у граду носе библијска имена: чак се и река која тече у граду зове Јордан. Град је остао главни град Етиопије од краја 17. до 18. века.

### Тиграјски рат
Почетком августа 2021. борци из редова TPLF-а заузели су град током Тиграјског рата. Дана 1. децембра 2021. Етиопска влада је тврдила да је поново заузела град. Боркена је известио да је победа над TPLF-ом у граду Гашена одиграла виталну улогу у поновном заузимању Лалибеле од стране ENDF-а, специјалних снага Амхаре и милиције. TPLF је поново заузео град 12. децембра. Етиопски државни медији објавили су 19. децембра да је град поново заузет по други пут, иако није познато када.

## Становништво
Према подацима пописа из 2007. године, становништво је бројало 17.367 особа, од чега је 8.112 мушкараца и 9.255 жена. На основу претходних података Централне статистичке агенције из 2005. године, процењује се да је град имао укупно 14.668 становника, од којих су 7.049 били мушкарци и 7.619 жене. Према националном попису из 1994. године, његово становништво имало 8.484 особа, од чега 3.709 мушкараца и 4.775 жена.

## Цркве
Град је познат широм света по својим монолитним црквама, које играју важну улогу у историји камене архитектуре. Иако цркве нису тачно датиране, верује се да је већина њих подигнута за време владавине Лалибеле, тачније током 12.-13. века. Укупно постоји 13 цркава обједињених у четири групе:
- Северна група: Бех Медане Алем, локација крста Лалибела, сматра се највећом монолитном црквом на свету, вероватно копија цркве Свете Марије Сионске у Аксуму. Повезана је са црквама Бет-Мариам (вероватно најстарија од ових цркава), Бет-Голгота (позната по уметничким делима, према неким извештајима садржи гробницу цара Лалибеле), капелу Селасие и гробницу Адама.
- Западна група: Бет Гиоргиос, сматра се најелегантнијом и најбоље очуваном црквом.
- Источна група: Бет Емануел (вероватно бивша краљевска капела), Бет Меркориос (који може бити бивши затвор), Бет Аба Либанос и Бет Габриел-Роуфаел (вероватно бивша краљевска палата), повезани са светом пекарницом.
- Даље су манастир Асхетан Мариам и црква Јемрехана Кристос (вероватно из 11. века, саграђени у Аксумитском стилу, али у пећини).

О питању времена изградње неких цркава постоје различита мишљења. Давид Буктон успоставио је опште признату хронологију, констатујући да „њих двоје прате, с великом прецизношћу у детаље, традицију коју је представио Дабре-Дамо, са променама на Иемрехан Цхристос. Зато што је урезивање ових грађевина у телу стене. требало је да прође више времена од неколико деценија владавине краља Лалибеле, Буктон је сугерисао да се рад настави у 14. веку. Међутим, Давид Филипсон, професор афричке археологије са Универзитета у Кембриџу, сугерисао је да су цркве уклесане у стену пет стотина година раније као утврђења или друге грађевине палате током заласка Краљевине Акум, и да је име Лалибела једноставно почело да се користи након његове смрти. С друге стране, локални историчар Гетакев Меконен приписује краљици Маскал Кибру, супруѕи Лалибеле, изградњу једне од камених цркава (Аба Либанос) као спомен супругу након његове смрти.
За разлику од теорија које заговарају аутори попут Грахама Ханцока, величанствене камене резбарене цркве Лалибеле нису изграђене уз помоћ темплара - постоји довољно доказа да их је изградила искључиво средњовековна етиопска цивилизација. На пример, иако Буктон примећује да постоји традиција која каже да су се „Абесијинци обратили странцима ради помоћи“ за изградњу ових монолитних цркава и признаје да „неки украсни детаљи носе јасне знаке коптског утицаја“, он је чврсто уверен у локално порекло ових креација: „ Али остаје значајна чињеница да камене цркве и даље следе стил подигнутог локалног прототипа, који и сами остају јасни докази о њиховом претежно аксумитском пореклу.
Цркве такође представљају значајно инжењерско достигнуће, с обзиром на то да су све повезане водом (која испуњава бушотине у близини многих цркава), користећи артешки геолошки систем који доводи воду до врха планинског ланца где се град налази.

## Народна архитектура
У извештају о историјским становима Лалибеле Сандро Ангелини из 1970-их, он је проценио народну глинску архитектуру, укључујући карактеристике традиционалних земаљских кућа и анализу њиховог стања очувања. Извештај описује две врсте локалних станова откривених у том подручју. Једна врста је група коју он назива "Тукулс", округле колибе изграђене од камена и обично се састоје од два спрата. Друга - једнокатне зграде "Цика", које су округле и изграђене од земље и влата. Ангелинијев извештај обухватао је и попис традиционалних грађевина Лалибеле, сврставајући их у категорије које су оцењивале њихово стање очувања..

## Галерија
- Bete Medhane Alem.
- Bete Amanuel
- Bete Giyorgis
- Bete Abba Libanos
- Bete Maryam